# Acanthoscurria urens
Acanthoscurria urens é uma espécie de aranha pertencente à família Theraphosidae (tarântulas).